# Ö
Ö (gemen: ö), tidigare Oͤ (gemen: oͤ) är en bokstav i det svenska alfabetet (svenskt uttal: [øː] (fil)), och i flera språk en tilläggsbokstav till, eller modifiering av bokstaven o i, det latinska alfabetet.

## Utveckling

### OE → Œ → Ø
Bokstaven Ö härrör ursprungligen ett germanskt omljud (jämför ”fot” och ”fötter”, som ursprungligen var urgermanska: *fōt och *fōtiz) vilket i flera germanska språk, särskilt tyskan, ursprungligen representerades av digrafen oe, vilket än lever kvar arkaiskt i vissa namn, såsom Goethe, Goebbels, Boelcke. Digrafen oe skrevs tidigt som en ligatur: Œ, vilket än används i franska, men i norden användes även en stungen bokstav i form av Ø (stunget o), den senare ännu brukad på danska, färöiska och norska.
I äldre runskrift låg ljudvärdet /øː/ sekundärt under runan för U eller O beroende på sammanhang; i äldre runor: ᚢ/ᛟ; anglofrisiska runor: ᛟ; i yngre runor: ᚢ/ᚬ. I medeltida runor fick ljudvärdet sedermera en egen runa: ᚯ/ᚬ (långkvist ås – öde), där ᚮ/ᚭ (kortkvist ås – od) var O.

### OE → Oͤ → Ö

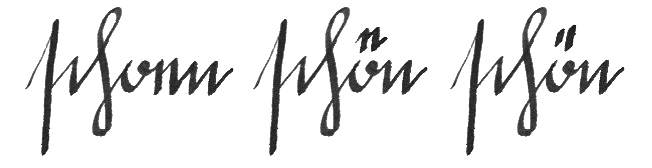
Tyska: schoen → schoͤn → schön (”skön”); exempelillustrering över utvecklingen av umlaut-diakriten ◌̈.

Under 1500-talet blev det vanligt i tyskan att ersätta digrafen oe med ett diakritiskt O där e:et placerades ovan som ett diakritiskt tecken: Oͤ. Principen användes för flera olika digrafer som representerade omljud: aa (ꜳ) → aͣ, ae (æ) → aͤ, ao (ꜵ) → å, uo → ů med mera. Diakriterna var svåra att trycka ordentligt och kunde förväxlas med varann varav e:et blev alltmer stiliserat för urskiljning, snarast likt ett n, tills det blev två lodräta streck och slutligen två prickar: ◌̈ (desamma som tremat). Diakriten har sedermera ofta kallats umlaut, tyska för omljud.
I frakturstil användes Oͤ (O krönt av ett e) som beteckning för Ö ända in på 1900-talet och i tysk skrivstil skrivs det e-diakriten med en n-liknande glyf som något förenklad liknar två streck.

## Användning
Ö används i estniska, finska, isländska, svenska, azerbajdzjanska, turkiska, tyska och ungerska (men har i tyskan inte status som en självständig bokstav). Bokstaven kan också dyka upp i exempelvis (äldre) engelska texter, då trema markerar dieresis, det vill säga prickar sätts ut över en bokstav för att markera att den ska uttalas separat från bokstaven innan (exempelvis engelska: coöperation).
Den motsvarande bokstaven i norska och danska är ø. Bokstaven ø skrivs före å i alfabetet i båda språken. I latin och franska används stundom œ.
I handskrift kan ö ibland se ut som ō eller õ.

### Sverige
I fornsvenskan användes ø (stunget o: ö) och ligaturer som æ (ae: ä) likt i danskan och norskan men under slutet av medeltiden följdes tysk förebild och oͤ, aͤ och å antogs som bokstäver. Gustav Vasas bibel (1541) såg till att försöka standardisera och modernisera den svenska grammatiken och använde där den tyska umlaut-diakriten ◌̈ med två prickar för ä och ö, varav denna form snabbt populariserades och tog över.

## Uttal
I svenska representerar ö en mellansluten främre rundad vokal (IPA: [ø], som ett vanligt långt ö) eller en mellanöppen dito ([œ], som ett kort ö, eller ö framför r). Vid nedteckning av dialektala uttal används ibland ô.

## Datateknik
I datorer lagras Ö med kodpunkten U+00D6 och ö med kodpunkten U+00F6. Vilka värden, eller rättare oktettsekvenser, som används för att representera dessa kodpunkter varierar beroende på vilken kodning som används, om Ö alls kan representeras.
I äldre (fram till sent 1980-tal) svenska dataprogram användes ofta ISO/IEC 646, svensk variant, och där användes 92 (decimalt) för Ö och 124 (decimalt) för ö.
De nationella varianterna av ISO/IEC 646, är dock mycket föråldrade och används knappast alls längre.
De har ersatts av nyare kodningar, till exempel Latin-1, Latin-9, och numera allt oftare UTF-8 och UTF-16.